# Alchemilla anisopoda
Alchemilla anisopoda är en rosväxtart som beskrevs av Sergei Vasilievich Juzepczuk. Alchemilla anisopoda ingår i släktet daggkåpor, och familjen rosväxter. Inga underarter finns listade i Catalogue of Life.